# 티롤 백국
티롤 백국(독일어: Gefürstete Grafschaft Tirol)은 1140년 당시 바이에른 공국에서 독립되어 티롤 백국의 역사가 시작되고 1253년 신성 로마 제국의 고리치아 백국에 상속되며 고리치아 백국의 영토가 되었고 그 이후 1363년에 합스부르크가에 작위가 양도 되면서 합스부르크의 영지가 되었다.
1804년 오스트리아 제국이 선포됨에 따라 티롤 백국은 정식적으로 합스부르크 군주국의 일원이 되었다. 1867년 오스트리아-헝가리가 성립되면서 오스트리아가 관할하는 시스라이타니아에 속하게 되었다.

## 역사
1918년 오스트리아-헝가리가 제1차 세계 대전에서 패전하면서 제국의 해체를 겪으며 티롤은 "쥐트티롤"로 분할당하면서 쥐트티롤은 승전국인 이탈리아 왕국에게 넘어가게 된다.
티롤의 민족구성은 오스트리아의 티롤은 독일계 민족이, 남티롤은 이탈리아 민족이 주로 살고 있으며 이탈리아에 편입된 남티롤은 아직도 오스트리아-이탈리아 양국간에 분쟁을 낳고 있으며 이탈리아에서의 분리의 움직임도 보이고 있다.

## 같이 보기
- 티롤
- 티롤주
- 남티롤
- 트렌티노
- 티롤의 역사